# Xakhtiorski (districte autònom de Txukotka)
|  | Per a altres significats, vegeu «Xakhtiorski». |

Xakhtiorski (rus: Шахтёрский) és un poble (possiólok) deshabitat del districte autònom de Txukotka, a Rússia. El 1998, l'administració del raion d'Anadir resolgué dissoldre el poble. El 2002 es tallaren els subministraments de calefacció i electricitat als habitants que encara hi restaven i el 2003 es produí un incendi que afectà diverses llars. Els residents es mudaren a Úgolnie Kopi.